# Perwaja Liga 1994/95
1. WEITERLEITUNG Offene Russische Eishockeymeisterschaft 1994/95